# Academia de Arte Frumoase „Władysław Strzemiński” din Łódź
Academia de Arte Frumoase Władysław Strzemiński este o școală publică de arte din Łódź, fondată în 1945. Una dintre cele șapte academii de arte plastice din Polonia. Universitatea multi-facultăți are un caracter mixt artistic și de design, remarcat printr-o ofertă educațională extinsă în domeniul designului vestimentar (inclusiv al bijuteriilor) și al textilelor artistice. A fost denumită după unii dintre fondatorii săi, Władysław Strzemiński, în 1988.